# Vexillum

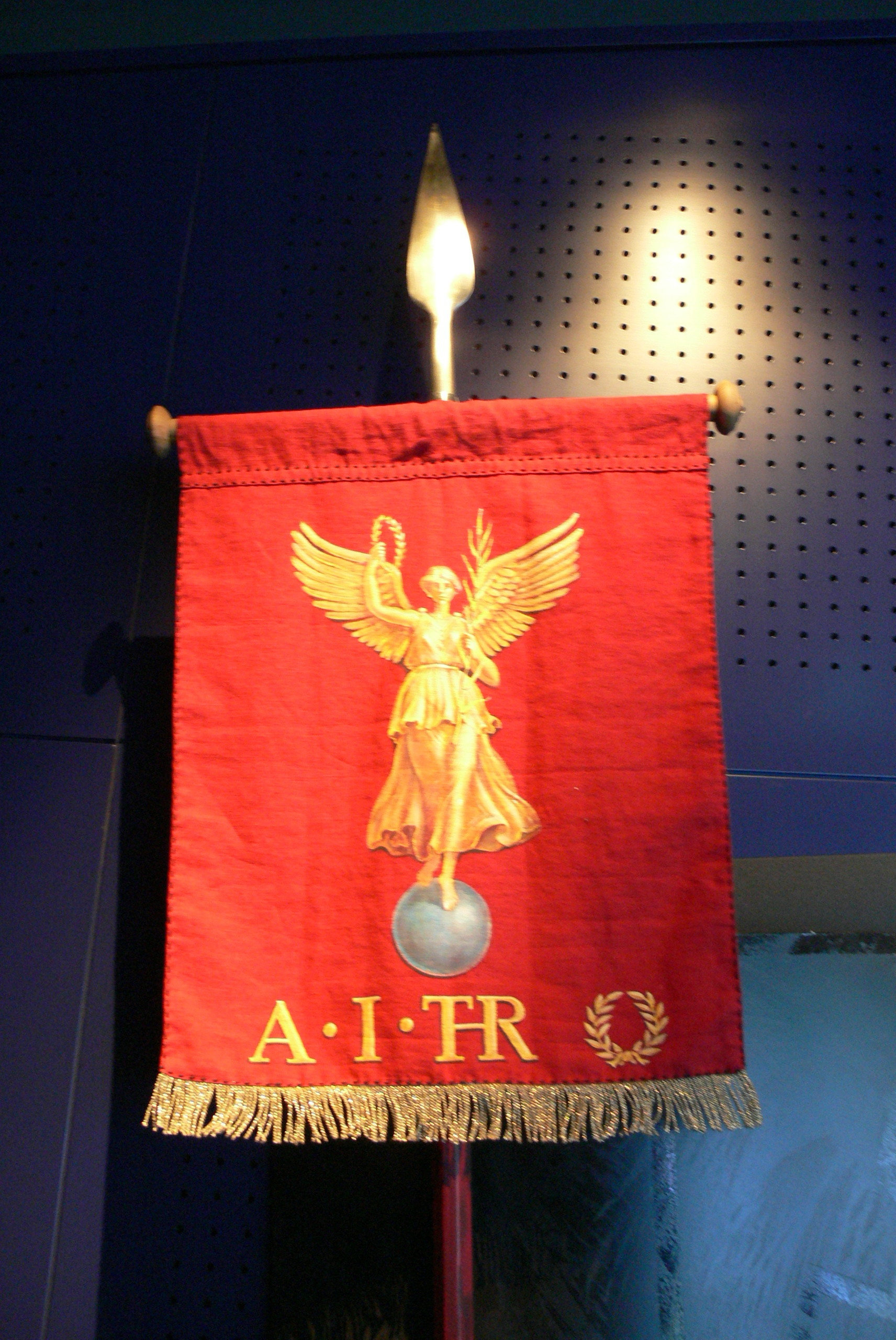
Replika římského vexilla

Vexillum (zdrobnělina z latinského velum = plachta) byl prapor starověkého římského vojska. Jednalo se o čtvercový kus látky zavěšený na tyči v podobě písmene T nebo připevněný pomocí křížového ráhna pevně k žerdi korunované figurou orla či jiným symbolem. Textilie měla obvykle červenou nebo purpurovou barvu, někdy také zelenou nebo bílou, a nesla též nápisy nebo vyobrazení.
Vexilla zavedl roku 105 př. n. l. vojevůdce Gaius Marius při své reformě vojska jako rozlišovací znamení. Vexillum používaly různé vojenské jednotky, ať už v rámci legií (spolu se standartami aquila a imago) nebo auxilií, tak také dočasné oddíly, jejichž název byl právě od vexilla odvozen – vexillatio. Např. purpurové vexillum patřilo jízdě, zelené pěchotě.
Vexillum také sloužilo jako signalizační vlajka a mohlo být propůjčeno významným vojevůdcům jako vojenské ocenění, jak jej obdržel například Marcus Agrippa.
Nosič vexilla se nazýval vexillarius nebo též vexillifer. Tímto termínem se označovali rovněž členové vexilací, ale i veteráni po skončení jejich činné služby.
S nástupem křesťanství za Konstantina I. na počátku 4. století se vexillum proměnilo v tzv. labarum, které symbolizovalo Kristův monogram XP.
Vexillum dalo název vexilologii, pomocné historické vědě zabývající se vlajkami.